# Arjána
Arjána. Ariana (أريانة, DMG Aryanah) város Észak-Tunéziában, Tunézia fővárosának Tunisz nagyvárosi agglomerációs területének része. Arjána kormányzóság névadó fővárosa, körülbelül 115 ezer lakossal.

## Földrajza
Ariana Észak-Tunézia északi részén, a Földközi-tenger közelében fekszik.

## Története
A város eredete a Ziriden dinasztia idejére nyúlik vissza. A város nevét a Vandálok uralkodása alatt, az 5. században kapta.

## Galéria

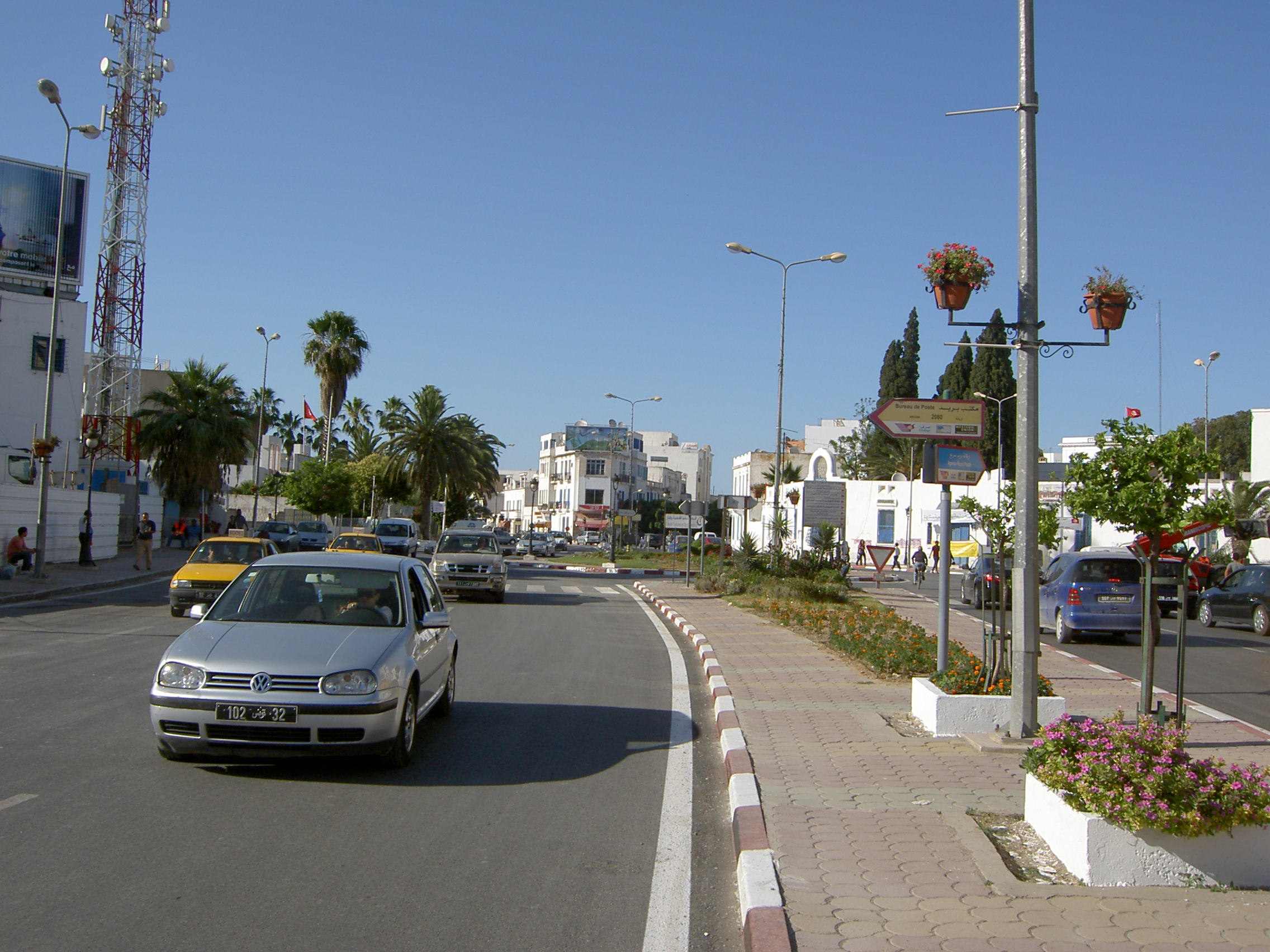
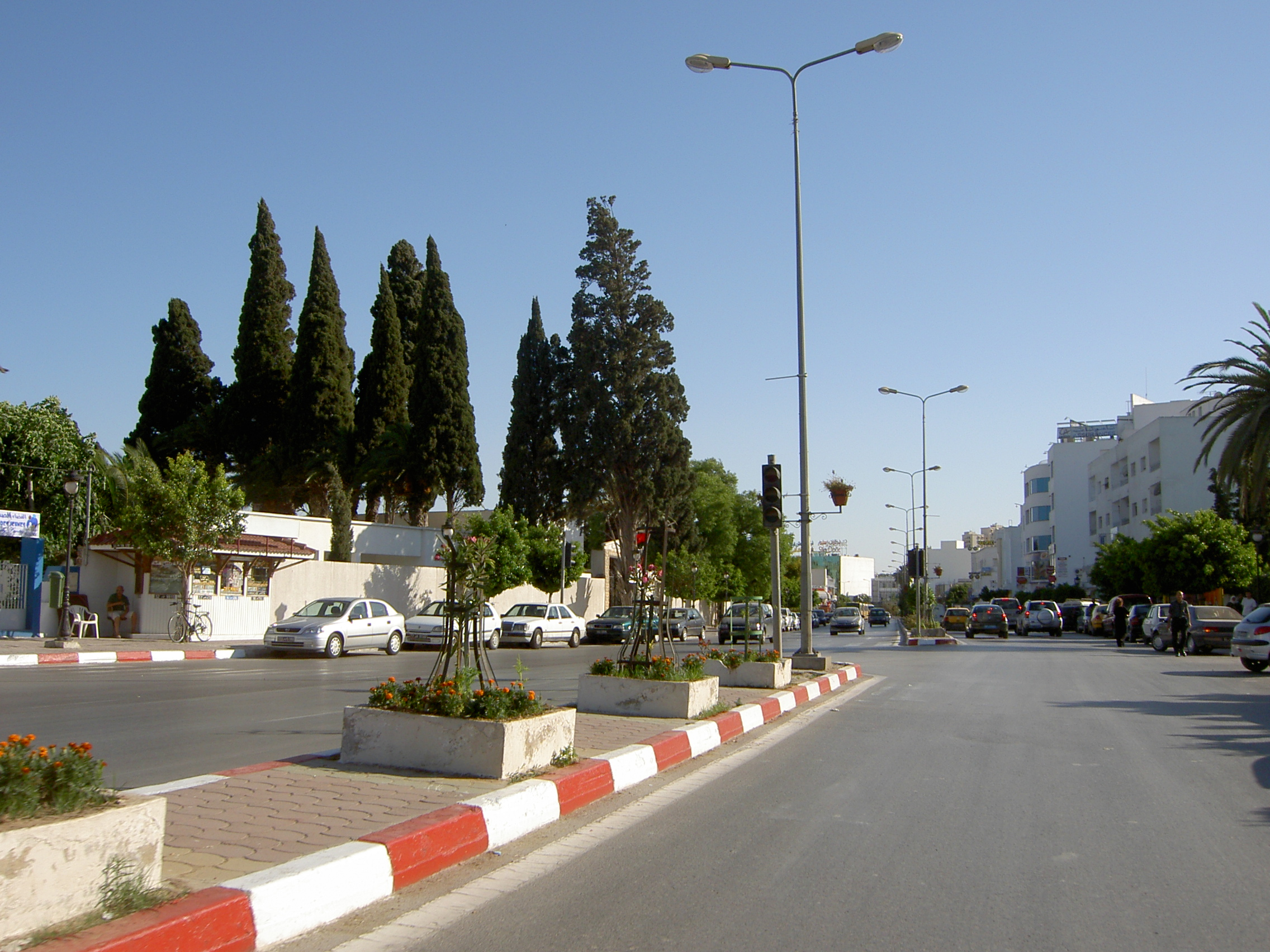
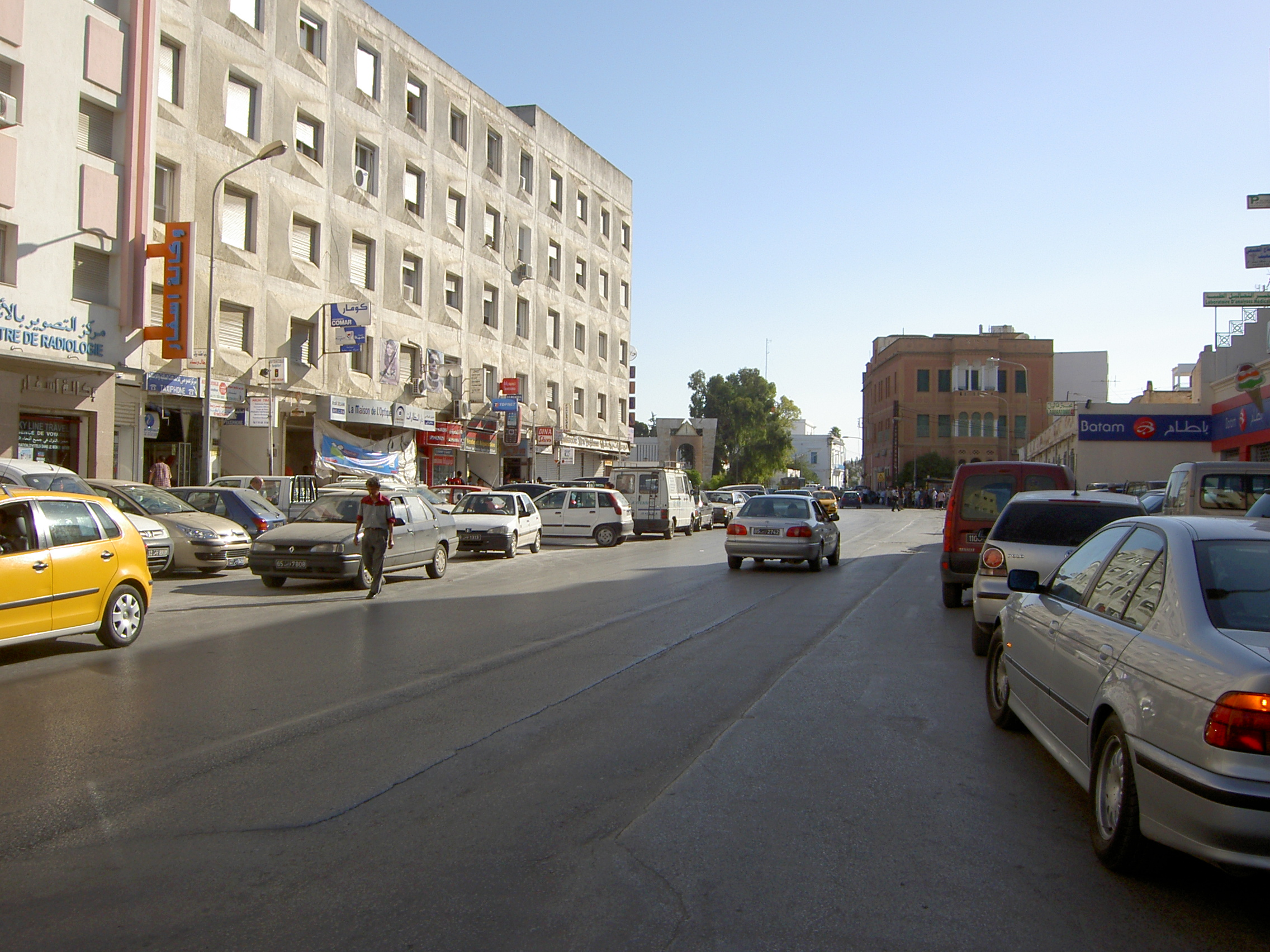
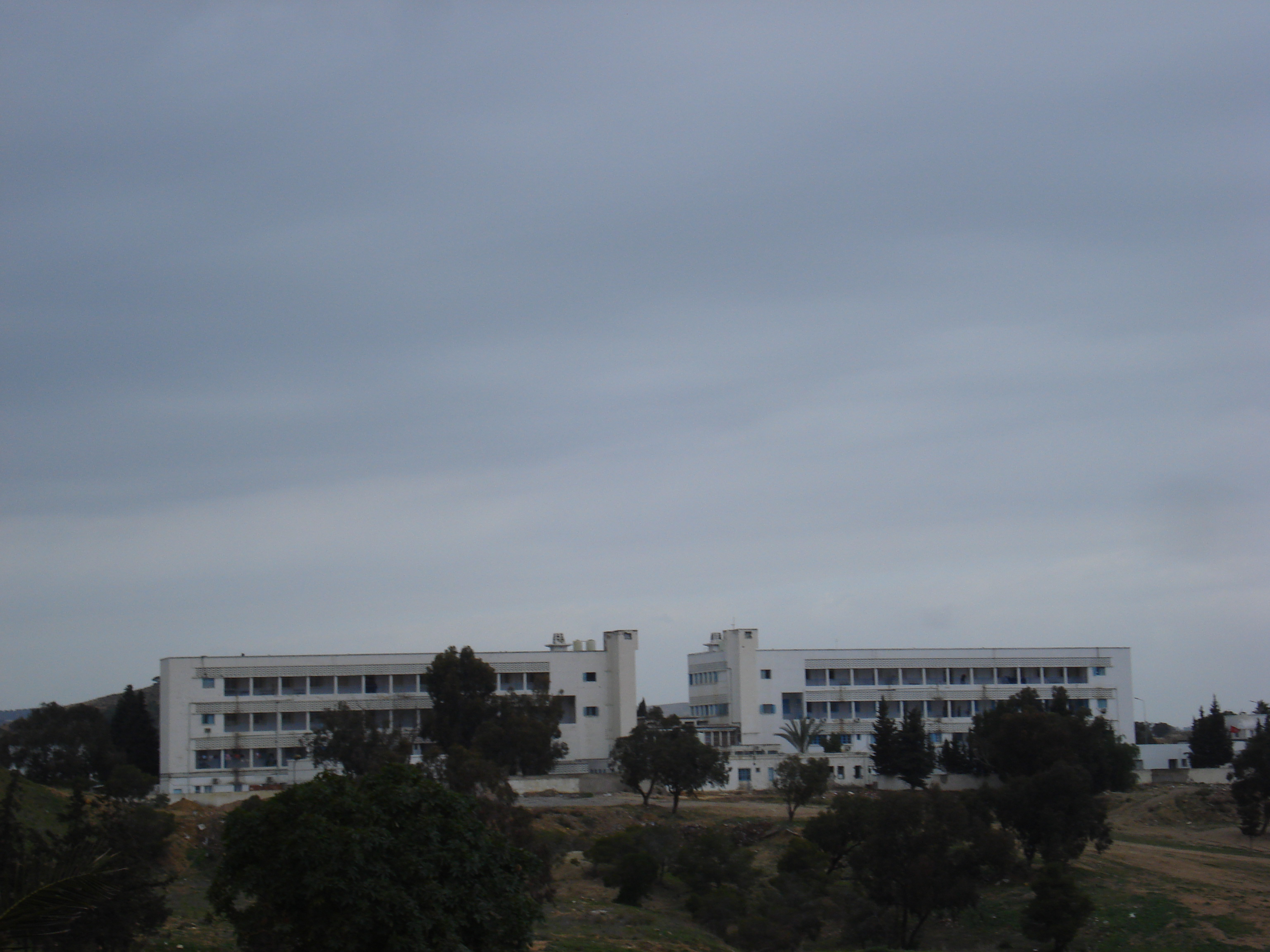